# 北京西藏中学
39°59′13″N 116°25′17″E / 39.98694°N 116.42139°E

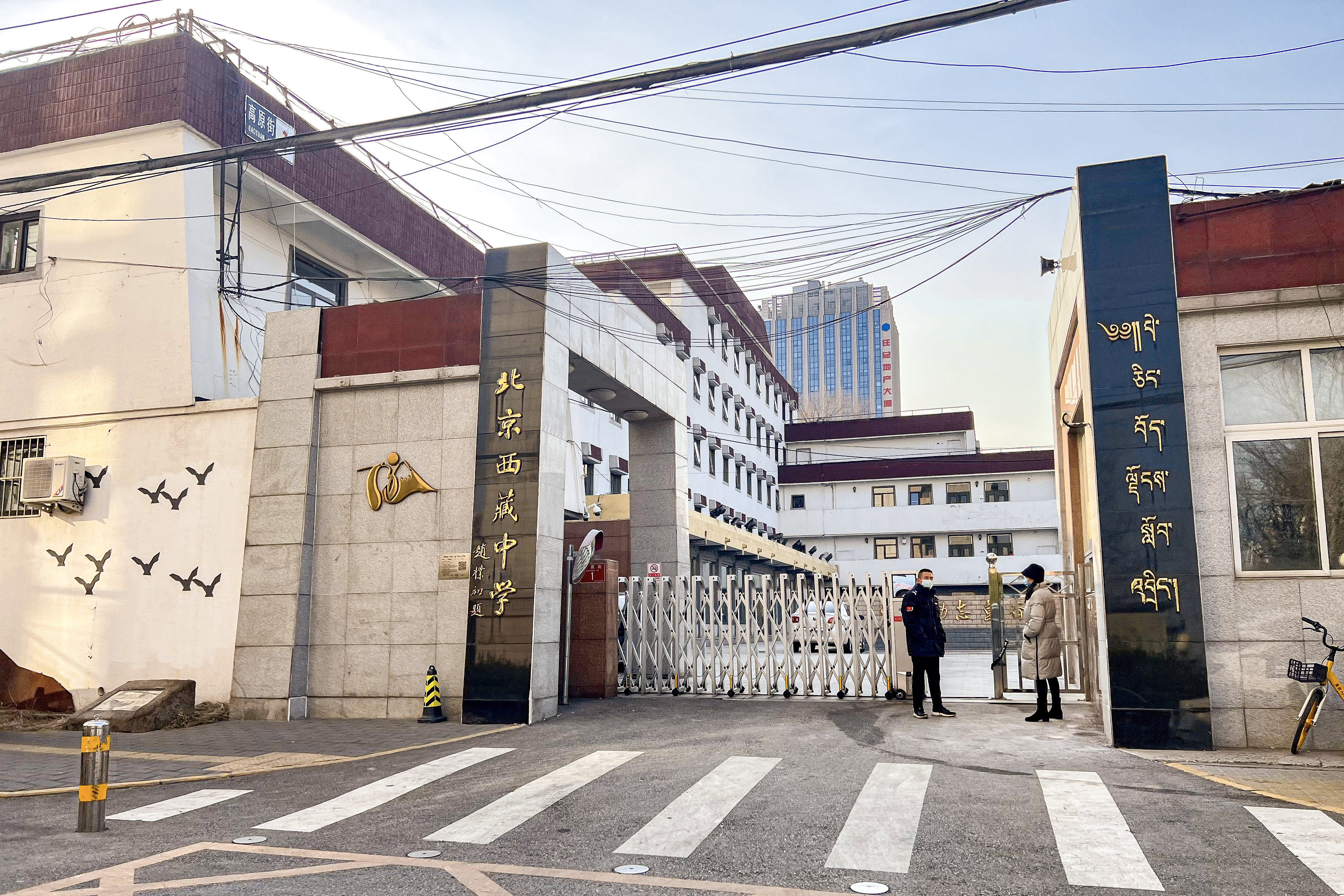
校门，校名由趙朴初题写

北京西藏中学是一所为藏族学生服务的中学，位于北京市朝阳区小关街道北四环东路高原街1号。
学校成立于1987年，截至2012年2月，西藏中学已有4636名毕业生。初中部于2003年后停办，共招收13届1135名学生。高中部目前每届学生有270人，2012年录取的新生有158名。
学校现任校长为李士成。